# سعید جلیلی در انتخابات ریاست‌جمهوری ایران (۱۴۰۳)
سعید جلیلی برای چهاردهمین انتخابات ریاست جمهوری در تاریخ ۲۰ خرداد ۱۴۰۳ از سوی شورای نگهبان جهت ورود به انتخابات ریاست جمهوری تأیید صلاحیت شد.در نهایت با اعلام نتیجه نهایی چهاردهمین انتخابات ریاست جمهوری در ۱۵ تیر ۱۴۰۳، جلیلی از ۳۰ میلیون و ۵۳۰ هزار و ۱۵۷ رای ماخوذه با کسب ۱۳ میلیون و ۵۳۸ هزار و ۱۷۹ رای در جایگاه دوم قرار گرفت . این دومین شکست جلیلی در انتخابات ریاست جمهوری محسوب می‌شود.

## زمینه
اولین حضور جلیلی در انتخابات ریاست‌جمهوری، در انتخابات ریاست‌جمهوری ایران (۱۳۹۲) بود. او در آن دور از انتخابات، با کسب ۴٫۶۲۸٫۱۲۰ رأی برابر ۱۱٫۳۶٪ آرای ماخوذه و ۸٫۲۶٪ از واجدین شرایط پس از حسن روحانی و محمدباقر قالیباف، سوم شد.
سعید جلیلی در بیانیه‌ای که پس از شکست در انتخابات ۱۳۹۲ منتشر کرد، ایدهٔ تشکیل دولت در سایه را مطرح کرد و در ماه‌ها و مصاحبه‌های بعد به تشریح و توضیح دولت در سایه پرداخت. جلیلی در دوران ریاست‌جمهوری حسن روحانی دولت سایهٔ خود را تشکیل داد و مدعی رصد مسائل کشور در سال‌های دولت روحانی در قالب دولت سایه بود. پیش از جلیلی، محسن رضایی قصد ایجاد دولت سایه را داشت؛ ولی نوع هدف‌گذاری او متفاوت با جلیلی بود. رضایی قصد داشت تا در کنار اداره دولت اصلی، دولت سایه را نیز به راه بیاندازد.
جلیلی در انتخابات ریاست‌جمهوری ایران (۱۴۰۰) نیز نام‌نویسی کرد؛ ولی در ۲۶ خرداد به‌نفع سید ابراهیم رئیسی کناره‌گیری کرد. فعالیت دولت سایه سعید جلیلی در دوره دولت سیزدهم در دوران ریاست ابراهیم رئیسی نیز ادامه یافت، که با توجه به همسویی سیاسی سعید جلیلی با دولت مستقر، فعالیت دولت سایه کاهش یافته بود.

## ثبت نام

### نام‌نویسی
وی در تاریخ ۱۰ خرداد ۱۴۰۳، در اولین روز ثبت‌نام انتخابات ریاست‌جمهوری ایران (۱۴۰۳)، با حضور در وزارت کشور، به‌منظور کاندیداتوری در انتخابات ریاست‌جمهوری ثبت نام کرد.

### تأیید صلاحیت
صلاحیت سعید جلیلی روز ۲۰ خرداد ۱۴۰۳ ازسوی شورای نگهبان برای نامزدی چهاردهمین دورهٔ انتخابات ریاست‌جمهوری احراز شد.

## ستاد انتخاباتی و شعار

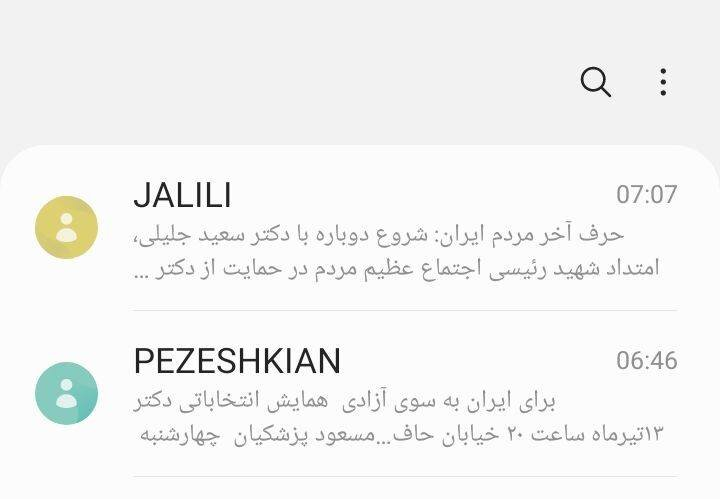
پیامک‌های تبلیغاتی پزشکیان و جلیلی

روابط عمومی ستاد انتخاباتی سعید جلیلی با انتشار بیانیه‌ای شعار وی را اعلام نمودند. وی شعار «یک جهان فرصت، یک ایران جهش؛ هر ایرانی یک نقش باشکوه» را برای دولت مدنظر و کمپین تبلیغاتی خود برگزید. کارزار انتخاباتی جلیلی عمدتاً بر رأی‌دهندگان روستایی متمرکز شده‌بود.در ادامه روند فعالیت‌های انتخاباتی سعید جلیلی، ستاد وی از اعزام گسترده نیروهای مبلغ سیاست‌های وی خبر داد.شفاف نبودن هزینه و حمایت برخی از نهادهای دولتی موجب شد تا این روند مورد اعتراض خبرنگاران و فعالان سیاسی قرار گیرد.

## فعالیت‌های تبلیغاتی

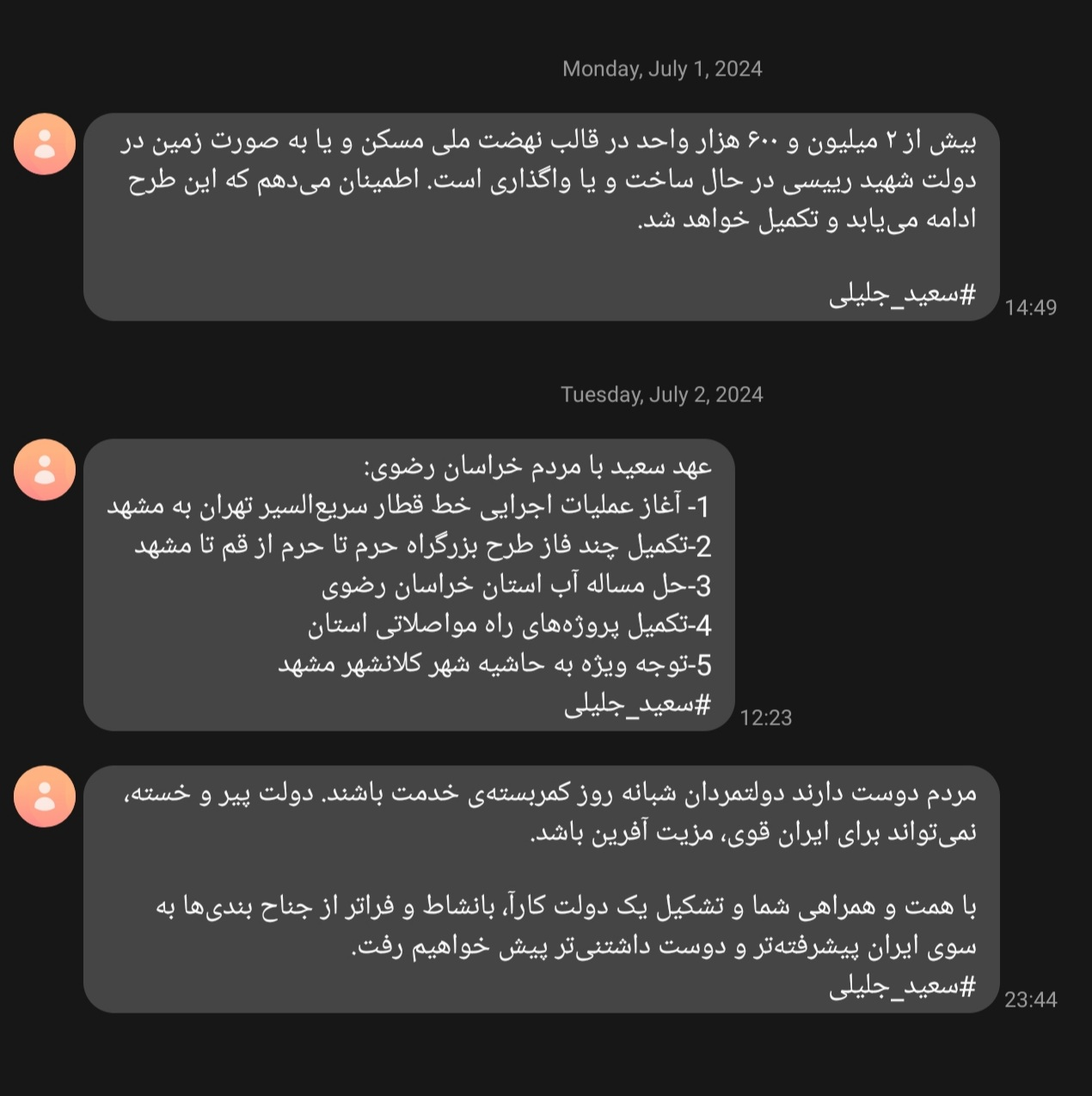
پیامک‌های تبلیغاتی سعید جلیلی در جریان انتخابات ریاست‌جمهوری ۱۴۰۳

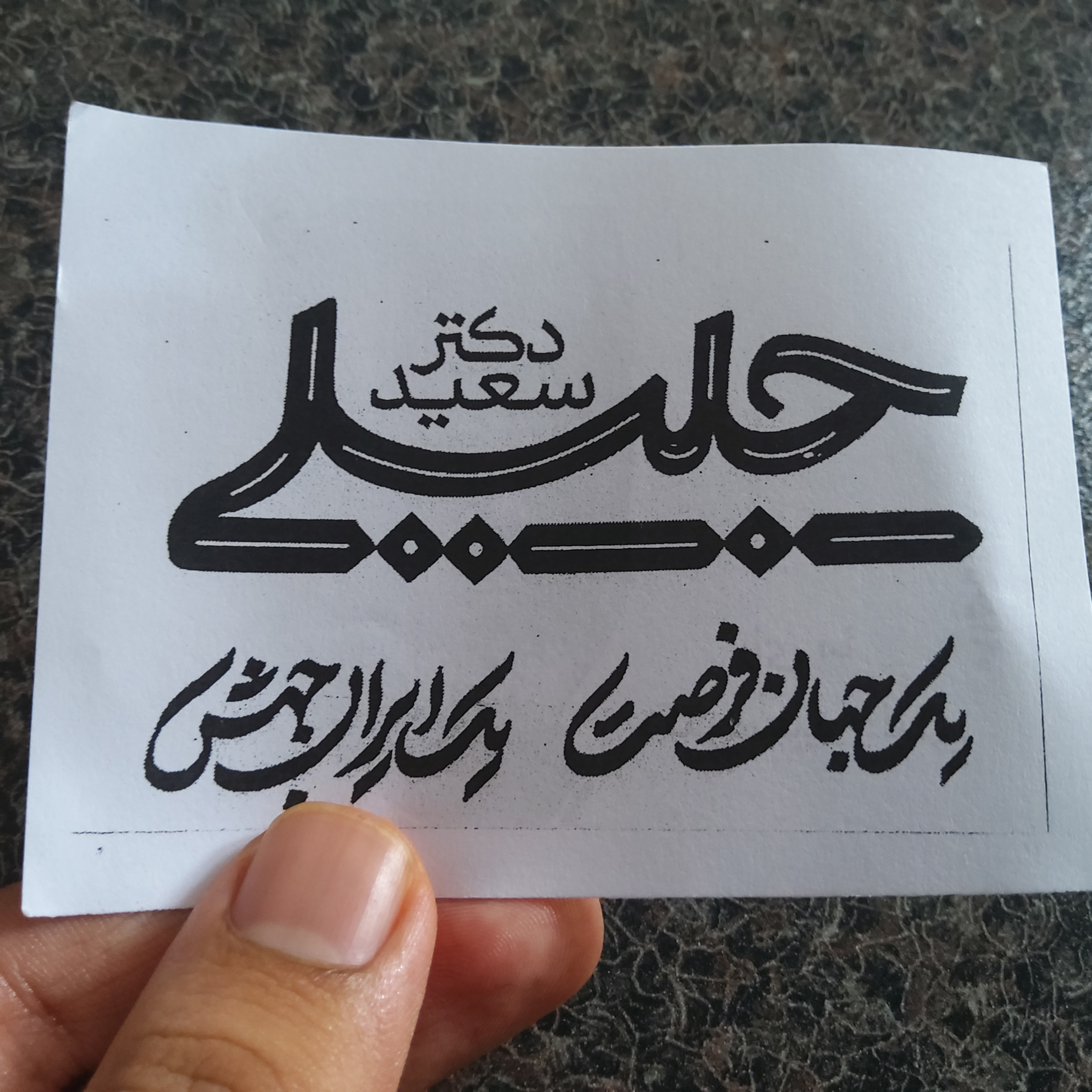
تراکت تبلیغاتی سعید جلیلی

### سفرها
- تهران
- خراسان جنوبی
- شهریار
- کرج
- قم
- اراک
- بیرجند
- ساوه
- اصفهان
- قزوین [۲۳]
- تبریز
- ارومیه
- کرمان
- یزد
- کرمانشاه

### همایش‌ها
- همایش جامعه کار و تولید
- گردهمایی فرهنگیان و دانشجو معلمان
- نشست نمایندگان فعلی و ادوار مجلس شورای اسلامی
- گردهمایی بانوان و دختران
- اجتماع حامیان در مصلی تهران
- همایش مسئولان و اعضای ستادهای مرکزی

### مستند
- یک جهان فرصت، یک ایران جهش
- یک روز از ۱۱ سال
- جهش کار

## وعده‌های انتخابات
- اولویت‌های نقطه زن در مسائل متعدد[۲۴]
- فعالیت کسب و کار با آمریکای لاتین[۲۵]
- جهش تولید با توان صادرات محصولات تولید داخل
- بررسی عملکرد ۱۳۰ دستگاه فرهنگی کشور
- همگامی و همراهی با اقتصاد مقاومتی
- اجرای قانون حجاب و طرح نور[۲۶] (با پاسخ فرهنگی)[۲۷]
- ساخت مسکن به همراه مراکز تفریحی[۲۸]
- هر روستا یک سلول جهش کشور و هر دانشگاه یک مرکز نوآوری[۲۹]
- توسعه اقتصاد دریا محور و استفاده از دریای شمال و جنوب برای توسعه کشور[۳۰]
- حاکمیت ریال، حمایت از ریال در مقابل دلار[۳۱]
- ۳ روز سفر رایگان برای همه مردم[۳۲]
- توازن بین اهدای یارانه و اخذ مالیات
- اصلاح قانون نظام بانکی و مدیریت اهدای وام
- ایجاد طرح سبد غذایی با ۱۳ قلم کالای غذایی
- ساخت ۱۰ پالایشگاه
- بسیج همه دستگاه‌ها و وزارتخانه‌ها برای ایجاد اشتغال
- ارتقای بهره‌وری و کوچک کردن دولت برای مردمی‌سازی اقتصاد
- مقابله با دشمنان در القای ناامیدی و بزرگ شمردن ضعف‌ها

## واکنش‌ها
وعده‌های جلیلی در مناظره‌ها مورد انتقاد برخی فعالان اقتصادی قرار گرفت. حسین سلاح‌ورزی، رئیس سابق اتاق بازرگانی ایران در شبکه اجتماعی ایکس نوشت: «بعد از ۱۱ سال زعامت دولت سایه و سه سال ارائه برنامه به دولتی که حتی قادر به تأمین پایدار پیاز و گوجه مردم هم نبود، فرمودند که می‌خواهند سالی ۱۱ میلیارد دلار صیفی‌جات به روسیه صادر کنند. آفرین! چه خوب! اما افسوس که کل واردات صیفی‌جات روسیه از «دنیا» فقط ۱/۶ میلیارد دلار است!»
امیرحسین ثابتی، مشاور سعید جلیلی، نامزد انتخابات ریاست جمهوری در توییتی که در تاریخ ۲۴ آذر ۱۴۰۲ منتشر شده، نوشت: فیلترینگ به شیوه کنونی مصداق کار نمایشی، کاریکاتوری و با نتیجه معکوس است. اگر قرار است پلتفرمی فیلتر شود، پس چرا مسئولان از توییتر و اینستاگرام استفاده می‌کنند؟ و چرا فیلترشکن به راحتی در دسترس عموم است؟
در طول تبلیغات انتخاباتی سعید جلیلی، سیاست‌های وی در زمان مدیریت بر مذاکرات برنامه هسته‌ای ایران نیز مورد نقد جدی فعالان سیاسی و فعالان دستگاه‌های دیپلماسی قرار گرفت. سعید جلیلی در دوران ریاست جمهوری محمود احمدی‌نژاد، دبیر شورای عالی امنیت ملی بود و نتیجه عملکرد وی موجب صادر شدن قطعنامه‌های سازمان ملل متحد علیه ایران شد. در دوره دبیری سعید جلیلی بر شورای عالی امنیت ملی و مسئولیت وی در مورد پرونده انرژی هسته‌ای ایران، به‌طور متوسط هر ۱۶۰ روز یک قطعنامه توسط شورای امنیت سازمان ملل و شورای حکام آژانس بین‌المللی انرژی اتمی علیه ایران تصویب شد. از این رو، فرارو در مقاله ای از سعید جلیلی به عنوان پدر قطعنامه و تحریم‌های ضد ایرانی یاد کرد.
سعید جلیلی در مناظره اول انتخاباتی بعد از راه یافتن به مرحله دوم تحریم‌های را پذیرفت اما برای حل آن روش‌های پیشین را نقد نمود و قطعنامه‌های صادره را به زمان مدیریت علی لاریجانی بر پرونده هسته‌ای ایران نسبت داد. سیدعباس عراقچی، معاون پیشین وزیر امور خارجه در واکنش به سعید جلیلی گفت، «همین که می‌پذیرید قطعنامه‌های شورای امنیت کاغذ پاره نیستند و خسارت‌های راهبردی به کشور زده‌اند، و اکنون دنبال شریک جرم می‌گردید، پیشرفت خوبی است. ضمناً جهت اطلاع، دکتر علی لاریجانی به دلیل سنگ‌اندازی‌ها و کارشکنی‌ها در مسیر مذاکرات، که دکتر علی اکبر ولایتی در مناظره‌های سال ۱۳۹۲ شمه‌ای از آنها را گفت، در نهایت استعفا داد و بنده هم از معاونت برکنار شدم. دکتر جواد ظریف هم در نیویورک اصولاً از مذاکرات حذف بود.» حسین انتظامی، سخنگوی پیشین شورای عالی امنیت ملی نیز در واکنش به آنچه که سعید جلیلی در مناظرات دربارهٔ قطعنامه‌ها مطرح کرد نوشت، «قطع‌نامه‌هایی که در زمان مسئولیت آقای دکتر جلیلی صادر شدند، نظیر قطعنامه ۱۹۲۹ شورای امنیت که در خرداد ۱۳۸۹ تصویب شد، به اتفاق نظر کارشناسان بین‌المللی جزو بدترین قطع‌نامه‌ها در طول تاریخ شورای امنیت سازمان ملل بود، یعنی تمام همکاری‌های بانکی، بیمه‌ای، کشتیرانی شامل نفت و سایر محصولات، و حتی سپاه و نظایر آن را تحریم کرد و مهم آن که اجازه بازرسی به کشورها داد تا از محموله‌های ایران در زمین، دریا و هوا بازرسی کنند و بعد هم به انهدام و از بین‌بردن آن اقدام کنند».
علی‌اکبر صالحی رئیس پیشین سازمان انرژی اتمی ایران نیز در واکنش به عملکرد سعید جلیلی در مذاکرات در گفتگویی با انتخاب گفت، «گفته می‌شود که آقای جلیلی با مانع تراشی، جلوی توافق احیای برجام در دولت رئیسی را گرفته است. آقای جلیلی پس از صدور قطعنامه ۱۹۲۹ علیه ایران در شورای امنیت، می‌گفت این قطعنامه خیلی مهم نیست. این درحالی بود که شش قطعنامه پشت سرهم صادر شده بود. آقای جلیلی در دیگر موراد نیز مخالفت‌هایی داشت، به صورت مثال موافق گرم شدن روابط با عربستان نبود. در جریان مذاکرات محرمانه نیز فرصت سوزی بزرگ آقای جلیلی و سنگ اندازی‌های او در مذاکرات باعث طولانی شدن مذاکرات شد. برخی دوستان می‌گویند مذاکره فقط با آمریکا و اروپا نیست، ۲۰۰ کشور در دنیا وجود دارد؛ تحریم‌های آمریکا را آن ۲۰۰ کشور گوش می‌کنند / از عراق نزدیک‌تر داریم؟ دولت عراق اگر پول ایران را بدهد، از نظر بانکی تحریم می‌شود / هند می‌گوید، چون تحریم هستید ما نمی‌توانیم با شما کار کنیم.» هادی حیدری روزنامه‌نگار، نقاش و کارتونیست نیز با یک کاریکاتور با عنوان «یک جهان قطعنامه، یک ایران تحریم» به اظهارات سعید جلیلی واکنش نشان داد. محمدجواد ظریف در جریان یک سخنرانی در جمع طرفداران پزشکیان در مشهد، با ادبیات مشابهی گفت «گرفتار کسانی شدیم که یک جهان فرصت سوزی و یک جهان توهم دارند!».

## نتایج

### پیش از ثبت نام
قبل از آغاز ثبت نام، اصلی‌ترین رقیب جلیلی، محمود احمدی‌نژاد بوده است. در نظرسنجی متا (دانشگاه امام صادق) از از حدود ۱٬۱۰۰ نفر از پرسش کنندگان، ۲۰٫۷٪ به سعید جلیلی و ۲۳٫۷٪ اعلام کردند به محمود احمدی‌نژاد رای خواهند داد، که نشان دهنده رقابت بین جلیلی و احمدی‌نژاد است.

### دور اول
با انتشار نتایج اولیه نظرسنجی‌ها، مشخص شد که رقابت اصلی بین جلیلی، قالیباف و پزشکیان است. با گذر زمان، سبد رأی قالیباف افت کرده و عملاً رقابت اصلی بین جلیلی و پزشکیان بود.
طبق نظرسنجی ایسپا، به ترتیب پس از اعلام اسامی نامزدان توسط شورای نگهبان و پس از مناظره اول (هر دو نظرسنجی با فضای نمونه ۴۵۴۵)، جلیلی به‌ترتیب با ۲۳٫۷٪ و ۲۶٫۲٪ آرا پیشتاز بود و نزدیک‌ترین نامزد به او، در نظرسنجی اول محمدباقر قالیباف با ۱۵٫۳٪ از آرا و در نظرسنجی دوم مسعود پزشکیان بود که ۱۹٫۸٪ آرا را از آن خود نمود. با این حال، در نظرسنجی‌های پس از مناظره‌های سوم (با فضای نمونه ۴۰۵۷) و پنجم (با فضای نمونه ۳۵۸۹، که ۱۲ ساعت بعد از مناظره چهارم بود) ورق برگشت و این‌بار پزشکیان به ترتیب با ۲۴٫۴٪ و ۳۳٫۱٪ آرا پیشتاز بود و جلیلی نیز به ترتیب ۲۴٪ و ۲۸٫۸٪ آرا را از آن خود نمود. در انتخابات دور اول نیز پزشکیان ۱۰٬۴۱۵٬۹۹۱ رای و جلیلی ۹٬۴۷۳٬۲۹۸ رای دریافت نمود و انتخابات به دور دوم کشیده شد.

### دور دوم
طبق نظرسنجی ایسپا در ۱۳ تیر (با اندازه نمونه ۳۶۰۶)، پزشکیان ۴۹٫۵٪ و جلیلی ۴۳٫۹٪ آرا را از آن خود نمودند.
در نهایت با اعلام نتیجه نهایی چهاردهمین انتخابات ریاست جمهوری در ۱۵ تیر ۱۴۰۳، جلیلی از ۳۰ میلیون و ۵۳۰ هزار و ۱۵۷ رای ماخوذه با کسب ۱۳ میلیون و ۵۳۸ هزار و ۱۷۹ رای در جایگاه دوم قرار گرفت و رئیس‌جمهور منتخب نشد. این سومین شکست جلیلی در انتخابات ریاست جمهوری محسوب می‌شود.

## حامیان

### افراد

#### سیاستمداران
- محمدباقر قالیباف رئیس مجلس شورای اسلامی و چهلمین شهردار تهران
- محسن رضایی عضو مجمع تشخیص مصلحت نظام، دبیر شورای عالی هماهنگی اقتصادی سران قوا و مدیر اقتصادی دولت سیزدهم
- منوچهر متکی وزیر امور خارجه دولت نهم و دهم
- کامران باقری لنکرانی وزیر بهداشت، درمان و آموزش پزشکی دولت نهم
- فریدون عباسی دوانی رئیس سازمان انرژی اتمی ایران در دولت دهم
- حمیدرضا حاجی‌بابایی وزیر آموزش و پرورش دولت دهم
- علیرضا زاکانی چهل و هفتمین شهردار تهران
- محسن منصوری معاون اجرایی رئیس‌جمهور در دولت سیزدهم
- رضا تقی‌پور وزیر ارتباطات و فناوری اطلاعات در دولت دهم
- حجت‌الله عبدالملکی وزیر تعاون، کار و رفاه اجتماعی در دولت سیزدهم
- سید مسعود میرکاظمی وزیر بازرگانی و وزیر نفت دولت دهم، رئیس سازمان برنامه و بودجه در دولت سیزدهم
- علیرضا طهماسبی وزیر صنایع و معادن در دولت نهم
- سید امیرحسین قاضی‌زاده هاشمی رئیس بنیاد شهید و امور ایثارگران دولت سیزدهم
- محمدعلی رامین معاون مطبوعاتی و اطلاع‌رسانی وزارت فرهنگ و ارشاد اسلامی در دولت نهم و دولت دهم
- سید محمود نبویان عضو جبهه پایداری و نماینده حوزه انتخابیه تهران، ری، شمیرانات در مجلس شورای اسلامی
- محمد علی‌آبادی رئیس سازمان تربیت بدنی، رئیس کمیته ملی المپیک جمهوری اسلامی ایران، سرپرست وزارت نفت در دولت نهم و دهم
- حمید رسایی شورای مرکزی قرارگاه عمار و نماینده دوره دوازدهم مجلس شورای اسلامی از حوزه انتخابیه تهران
- محمدرضا اسکندری وزیر جهاد کشاورزی در دولت نهم
- فاطمه محمدبیگی نماینده حوزه انتخابیه قزوین، آبیک، الوند در مجلس شورای اسلامی
- روح‌الله دهقانی فیروزآبادی معاون علمی، فناوری و اقتصاد دانش‌بنیان رئیس‌جمهور دولت سیزدهم
- سید جلیل میرمحمدی نماینده حوزه انتخابیه تفت و میبد در مجلس شورای اسلامی
- امیرحسین ثابتی نماینده حوزه انتخابیه تهران، ری، شمیرانات، اسلامشهر و پردیس در مجلس شورای اسلامی
- علی خضریان نماینده حوزه انتخابیه تهران، ری، شمیرانات، اسلامشهر و پردیس در مجلس شورای اسلامی
- بیژن نوباوه عضو جبهه پایداری و نماینده حوزه انتخابیه تهران، ری، شمیرانات، اسلامشهر و پردیس در مجلس شورای اسلامی
- ناصر سیم‌فروش پزشک و متخصص اورولوژی، نایب رئیس انجمن بین‌المللی اورولوژی
- سید ناصر حسینی‌پور کارشناس ادبیات مقاومت و نماینده حوزه انتخابیه گچساران و باشت در مجلس شورای اسلامی
- امیرحسین بانکی پور نماینده مجلس شورای اسلامی[۵۸]
- علی اکبر رائفی‌پور، جبهه صبح ایران[۵۹]
- حسین‌علی شهریاری نماینده زاهدان در دوره‌های مختلف مجلس شورای اسلامی
- سید محمدرضا میرتاج‌الدینی نماینده حوزه انتخابیه تبریز، آذرشهر و اسکو در مجلس شورای اسلامی
- رسول بخشی دستجردی حوزه انتخابیه اصفهان و ورزنه در مجلس شورای اسلامی
- پروین سلیحی نمایندهٔ حوزهٔ انتخابیهٔ تهران در دورهٔ چهارم مجلس شورای اسلامی
- زهرا شیخی پزشک و نمایندهٔ حوزهٔ انتخابیهٔ اصفهان در دورهٔ چهارم مجلس شورای اسلامی
- شیوا قاسمی‌پور نمایندهٔ حوزهٔ انتخابیهٔ مریوان و سروآباد دورهٔ یازدهم مجلس شورای اسلامی
- سید جلیل میرمحمدی نماینده حوزه انتخابیه تفت و میبد در مجلس شورای اسلامی
- روح‌الله مؤمن نسب، دبیرکل جبهه انقلاب اسلامی در فضای مجازی[۶۰]
- مسعود زریبافان معاون رئیس‌جمهور در دولت نهم و رئیس سابق بنیاد شهید و امور ایثارگران
- مریم مجتهدزاده معاون امور زنان و خانواده ریاست‌جمهوری در دولت دهم
- مجید جعفرزاده سرپرست معاونت حقوقی و امور مجلس در دولت نهم

#### روحانیون
- محسن اراکی نماینده استان مرکزی در مجلس خبرگان رهبری، عضو مجمع تشخیص مصلحت نظام[۶۱]
- سید محسن طاهری نماینده استان گلستان در ششمین دوره مجلس خبرگان رهبری
- غلامرضا فیاضی عضو جامعه مدرسین حوزه علمیه قم و نماینده مردم استان خراسان شمالی در مجلس خبرگان رهبری
- محمود رجبی عضو جامعه مدرسین حوزه علمیه قم و نماینده مردم استان تهران در مجلس خبرگان رهبری
- ابوالفضل بهرام‌پور کارشناس دینی و مفسر قرآن
- علی‌اکبر سیفی مازندرانی عضو جامعه مدرسین حوزه علمیه قم

#### دانشگاهیان و فرهنگیان
- مسعود درخشان استاد دانشگاه در زمینه اقتصاد[۶۲]
- علیرضا قزوه نویسنده و شاعر ایرانی
- محسن پرویز معاون امور فرهنگی وزارت فرهنگ و ارشاد اسلامی
- علی‌محمد مؤدب شاعر و مسئول فرهنگی
- میلاد عرفان‌پور شاعر کلاسیک فارسی
- فرهاد قائمیان بازیگر سینما و تلویزیون
- جهانگیر الماسی بازیگر سینما و تلویزیون

#### ورزشکاران
- مهدی ترابی بازیکن تیم ملی فوتبال ایران

### حزب و تشکل‌ها
- جمعیت رزمنده مدافع انقلاب اسلامی
- جامعه اسلامی دانشجویان
- حزب عدالت طلبان ایران اسلامی
- مجمع هماهنگی نیروهای انقلاب استان قم
- مجمع دانشجویان دانشگاه‌های استان فارس
- جبهه ایران اسلامی
- جبهه پایداری انقلاب اسلامی
- جبهه صبح ایران
- شورای ائتلاف نیروهای انقلاب اسلامی (شانا)
- ائتلاف مردمی نیروهای انقلاب اسلامی (امنا)
- جامعه روحانیت مبارز
- کانون اسلامی فارغ‌التحصیلان شبه‌قاره هند
- مجمع اسلامی دانش‌آموختگان ایرانی خارج از کشور
- یاران انقلاب اسلامی
- حزب مؤتلفه اسلامی
- جامعه اسلامی فرهنگیان
- جامعه اسلامی مدیران
- جبهه فراگیر معلمان جهادی
- کانون فرهنگیان شاهد و ایثارگران

### رسانه
- ایرنا
- تسنیم
- خبرگزاری دانشجو
- رجانیوز
- مشرق نیوز
- خبرگزاری رسا
- بولتن نیوز
- خبرگزاری جبهه پایداری
- بصیرت
- بیسیمچی مدیا
- فتان
- پایگاه خبری ۵۹۸
- خبرگزاری بسیج

## حاشیه‌ها

### تخلف و رویه غیرقانونی دولت و حکومت مستقر در حمایت از جلیلی
در طول فعالیت انتخاباتی انجام هرگونه فعالیت تبلیغاتی از تاریخ اعلام رسمی اسامی نامزدها له یا علیه نامزدهای ریاست‌جمهوری از میز خطابه نمازجمعه یا هر وسیله دیگری که جنبه رسمی و دولتی دارد و فعالیت کارمندان در ساعات اداری و همچنین استفاده از وسایل و سایر امکانات وزارتخانه‌ها و ادارات، و شرکت‌های دولتی و مؤسسات وابسته به دولت و نهادها و مؤسساتی که از بودجه عمومی استفاده می‌کنند و همچنین در اختیار گذاشتن وسایل و امکانات مزبور ممنوع بوده و مرتکب، مجرم شناخته می‌شود. این ماده ۶۸ قانون انتخابات ریاست‌جمهوری است که هرگونه استفاده ابزاری از امکانات دولتی و مرتبط با ساختار حکمروایی کشور را منع می‌کند. با این حال وضعیت فعالیت انتخاباتی هواداران سعید جلیلی به گونه‌ای شد که مورد انتقاد فعالان حقوقی و برخی از فعالان حامی مسعود پزشکیان شد. علی بهادری جهرمی به عنوان سخنگوی دولت سیزدهم به صورت علنی با انتشار یک توییتر از سعید جلیلی حمایت کرد. سپهر خلجی یکی دیگر از اعضای دولت مستقر حمایت از جلیلی را واجب دانسته بود. روزنامه قانون با عنوان نقض و رقابت با چاشنی نقض قانون، خواهان واکنش قوه قضائیه شد.
پیش از این، اولین تخلف در حمایت از سعید جلیلی در میزگرد سیاسی این کاندیدا رخ داده بود. جلیلی با دو مشاور سیاسی خود در این میزگرد حضور پیدا کرد تا به پرسش‌های کارشناسان پاسخ دهد. دو مشاوری که جلیلی را در این برنامه همراهی می‌کردند، محسن کریمی معاون امور بین‌الملل بانک مرکزی و مهدی صفری معاون دیپلماسی اقتصادی وزارت خارجه بودند. نکته‌ای که در این رابطه قابل توجه است، تأکید محمدرضا فرزین، رئیس کل بانک‌مرکزی در زمان آغاز رقابت‌ها در ابلاغیه‌ای هرگونه فعالیت انتخاباتی کارکنان این نهاد را ممنوع اعلام کرده بود. در انتقاد از اصل بی‌طرفی نهادها علی عبدالعلی‌زاده رئیس ستاد مسعود پزشکیان در نامه‌ای خطاب به رئیس قوه قضائیه، دادستان کل کشور، وزیر کشور و رئیس ستاد انتخابات، به دلیل مداخلات آشکار و نهان برخی رسانه‌های حاکمیتی و نظامی از جمله خبرگزاری رسمی دولت یعنی ایرنا، کیهان، روزنامه جوان، خبرگزاری فارس، خبرگزاری تسنیم علیه مسعود پزشکیان و تبلیغ به نفع رقیب، خواستار برخورد نهادهای ذیربط با این رسانه‌ها شد.
در این میان، کامبیز نوروزی، حقوقدان، حمایت شهردار تهران، رئیس مجلس و دولتمردان سیزدهم از سعید جلیلی را با استناد به قانون رایج تخلف خواند. عطاالله مهاجرانی فعال سیاسی و وزیر سابق فرهنگ و ارشاد اسلامی از تعطیلی نهاد ریاست جمهوری برای حمایت از سعید جلیلی خبر داده بود. این موضوع در مورد شهرداری و شورای شهر تهران نیز مشاهده شد. احمد صادقی، عضو شورای شهر تهران در حالی از سعید جلیلی حمایت کرد که فعالیت سیاسی در شورای شهر تهران غیرقانونی است. محمود صادقی و هوشنگ پوربابایی به عنوان حقوقدان این روند را تخلف آشکار و نادیده گرفتن قانون دانسته‌اند و عنوان نمودند که گزارش‌های بسیاری از سراسر کشور می‌رسد مبنی بر اینکه با توجه به مرتبط بودن جلیلی با دولت مستقر و اینکه رئیس ستاد او هم از عوامل دولتی است، این گروه آشکارا از امکانات دولتی استفاده می‌کنند. روزنامه دنیای اقتصاد نیز در گزارشی از ورود پررنگ نهادهای دولت سیزدهم به نفع سعید جلیلی در رقابت انتخاباتی انتقاد کرد و گفت، ممکن است اصولگرایان استراتژی کاهش مشارکت را دنبال کنند، زیرا می‌دانند که هر چه مشارکت بیشتر شود احتمال پیروزی نامزد آن‌ها کمتر می‌شود.
در ادامه روند تبلیغات سعید جلیلی، ستاد وی همایشی را در مصلی تهران برگزار نمود. از این رو محمدعلی اسفنانی حقوق‌دان و سیاستمدار، برگزاری همایش انتخاباتی در مصلای بزرگ تهران را خلاف قانون اعلام نمود. وی اعلام کرد این رویه مطابق ماده ۶۸ قانون مذکور جرم می‌باشد. به گفته وی، توقع می‌رود مقامات ذیصلاح مانند کمیسیون نظارت بر انتخابات و شورای نگهبان و قوه قضاییه موضوع را پیگیری نمایند. عصر ایران در گزارشی عنوان کرد حمل نقل جمعیت حاضر در مصلای تهران به عهده شرکت واحد اتوبوسرانی تهران و حومه بوده است. در ادامه روند این تخلفات که یک فرد منصوب شده نباید از کاندیدای خاصی حمایت کند این حمایت آشکار دستگاه حاکمیتی مشهود بود، از این رو سید پرویز فتاح رئیس ستاد اجرایی فرمان امام با حضور در مصلی تهران در حمایت از سعید جلیلی سخنرانی کرد. پیش از نیز سعید جلیلی در جریان سفر به اراک، به مجموعه صنعتی هپکو رفت. اما نکته قابل تأمل این است که حسین قربانی فرج‌آباد مدیرعامل مجموعه هپکو که از حامیان وی بوده است، شانه به شانه او در مجموعه هپکو همراه بود که خلاف قانون است. شرکت هپکو از زیرمجموعه‌های سازمان تأمین اجتماعی است و به یک مرکز دولتی محسوب می‌شود.
در ادامه همین روند متخلفانه و در ادامه ناهنجاری‌های تبلیغاتی تیم سعید جلیلی، حوزه علمیه قم دروس هفته جاری را تعطیل اعلام کرد تا طلاب به نقش‌آفرینی در مرحله دوم انتخابات ریاست‌جمهوری بپردازند. تعطیلی حوزه علمیه با هدف اعزام روحانیون به مناطق مختلف در راستای انتخابات در حالی است که تیم سعید جلیلی اخیراً با ارسال پیامک گسترده برای روحانیون و طلبه‌ها از آن‌ها برای اعزام به روستاها، مساجد و مناطق مختلف کشور دعوت کرده بود. سید مصطفی هاشمی‌طبا رئیس سابق سازمان تربیت بدنی و هفدهمین وزیر صنایع نیز در واکنش به این تخلفات در روزنامه شرق نوشت، رئیس‌جمهور یک کشور باید به قانون احترام بگذارد و به‌دنبال اجرات منویات خود و پشت کردن به قانون نباشد، اما سعید جلیلی ما قبل از رسیدن به قدرت تخلفات فراوانی را انجام داده است. بار قبل در طی سال‌های ۱۳۸۴ تا دوره بعد ریاست جمهوری، رأی اشتباه ناشی از فریب‌کاری و دغل‌بازی جامعه ایران را هم در سیاست‌های خارجی و هم در عملکرد داخلی فروپاشانید و فرصت‌های ذی‌قیمت و مناسب به تهدیدهای خطرآفرین و زیان‌بار دچار شد.